# Schweizer Bobbahn
Ne doit pas être confondu avec Bobbahn (anciennement Schweizer Bobbahn) ou Bobbaan.
Schweizer Bobbahn (en français : bobsleigh suisse) est un parcours de montagnes russes bobsleigh du parc Europa-Park, situé à Rust, en Allemagne.
Lors de son ouverture en 1985, cette attraction était une exclusivité mondiale. La particularité principale de ce genre d'attraction est le fait que les trains ne sont pas fixés à des rails ; c'est un parcours de montagnes russes dont les wagons sont montés sur des pneus. Les visiteurs dévalent à grande vitesse les 20 mètres de dénivelé en passant dans des vallées, tout près de chalets typiques ainsi que dans une ferme qui sert aussi de gare d'embarquement.
Le parcours se trouve au-dessus d'une réplique du village suisse de Chandolin, dans les Alpes valaisannes. Elle a été construite en 1993, année d'ouverture de la zone suisse du parc. Le parcours a été modifié pour permettre la construction du village. Mack Rides, dont la famille fondatrice a fondé Europa-Park, a été le premier constructeur à créer ce type d'attraction. Il en a ensuite vendus cinq autres, dont La Trace du Hourra au parc Astérix.

## Quelques chiffres
- 400 tonnes d'acier
- 500 m2 de béton pour les fondations
- 12 personnes par train
- 25 bouées à moteur